# Vele i Male Srakane - kopno
Vele i Male Srakane - kopno este o arie protejată (sit de importanță comunitară — SCI) din Croația întinsă pe o suprafață de 176,63 ha, integral pe uscat.

## Localizare
Centrul sitului Vele i Male Srakane - kopno este situat la coordonatele 44°34′52″N 14°18′40″E / 44.581°N 14.311°E.

## Înființare
Situl Vele i Male Srakane - kopno a fost declarat sit de importanță comunitară în iulie 2013 pentru a proteja un număr necunoscut de specii din flora spontană și fauna sălbatică aflate în arealul zonei.

## Biodiversitate
Situată în ecoregiunea mediteraneană, aria protejată conține 1 habitat natural: Pseudostepă cu ierburi și specii anuale de Thero-Brachypodietea.
La baza desemnării sitului se află un număr nedeclarat de specii protejate.